# Arhîpivka, Semenivka
Arhîpivka (în ucraineană Архипівка) este localitatea de reședință a comunei Arhîpivka din raionul Semenivka, regiunea Cernihiv, Ucraina.

## Demografie
Componența lingvistică a localității Arhîpivka
     Ucraineană (96,53%)
     Rusă (3,47%)
Conform recensământului din 2001, majoritatea populației localității Arhîpivka era vorbitoare de ucraineană (96,53%), existând în minoritate și vorbitori de rusă (3,47%).